# Susanna Moodie
Susanne Strickland, coniugata Moodie (Bungay, 6 dicembre 1803 – Toronto, 8 aprile 1885) è stata una scrittrice britannica naturalizzata canadese.

## Biografia
Sorella minore di Agnes Strickland, nacque nel Suffolk nel 1804. Attiva abolizionista e membro dell'Anti-Slavery Society, collaborò con Mary Prince alla stesura della sua autobiografia.
Nel 1831 sposò John Moodie, ufficiale delle guerre napoleoniche, con cui si trasferì nell'Alto Canada l'anno dopo. Qui si dedicò alla scrittura e fu autrice di cinque romanzi, due volumi di poesie, un fitto epistolario e otto libri per bambini. Tuttavia, le sue opere più significative sono i tre libri di memorie scritte nei primi anni 1850, in cui documentò la vita dei pionieri canadesi.

## Impatto culturale
Fu d'ispirazione per la scrittrice canadese Margaret Atwood (in particolare per la raccolta poetica I diari di Susanna Moodie e nella stesura del romanzo L'altra Grace), mentre nel 2003 Canada Post creò un francobollo commemorativo in sua memoria per celebrare il cinquantesimo anniversario della National Library of Canada.